# Choroszczewo
Choroszczewo – wieś w Polsce położona w województwie podlaskim, w powiecie siemiatyckim, w gminie Milejczyce.
| SIMC    | Nazwa        | Rodzaj                          |
| ------- | ------------ | ------------------------------- |
| 1012324 | Dworszczyzna | część wsi                       |
| 1012330 | Nowosiółek   | część wsi (zniesiona w 2023 r.) |

Miejsce urodzenia Witolda Tatarczyka.
W latach 1975–1998 miejscowość administracyjnie należała do województwa białostockiego.
Prawosławni mieszkańcy wsi należą do  parafii św. Barbary w Milejczycach, a wierni kościoła rzymskokatolickiego do parafii Matki Bożej Bolesnej w Osmoli.

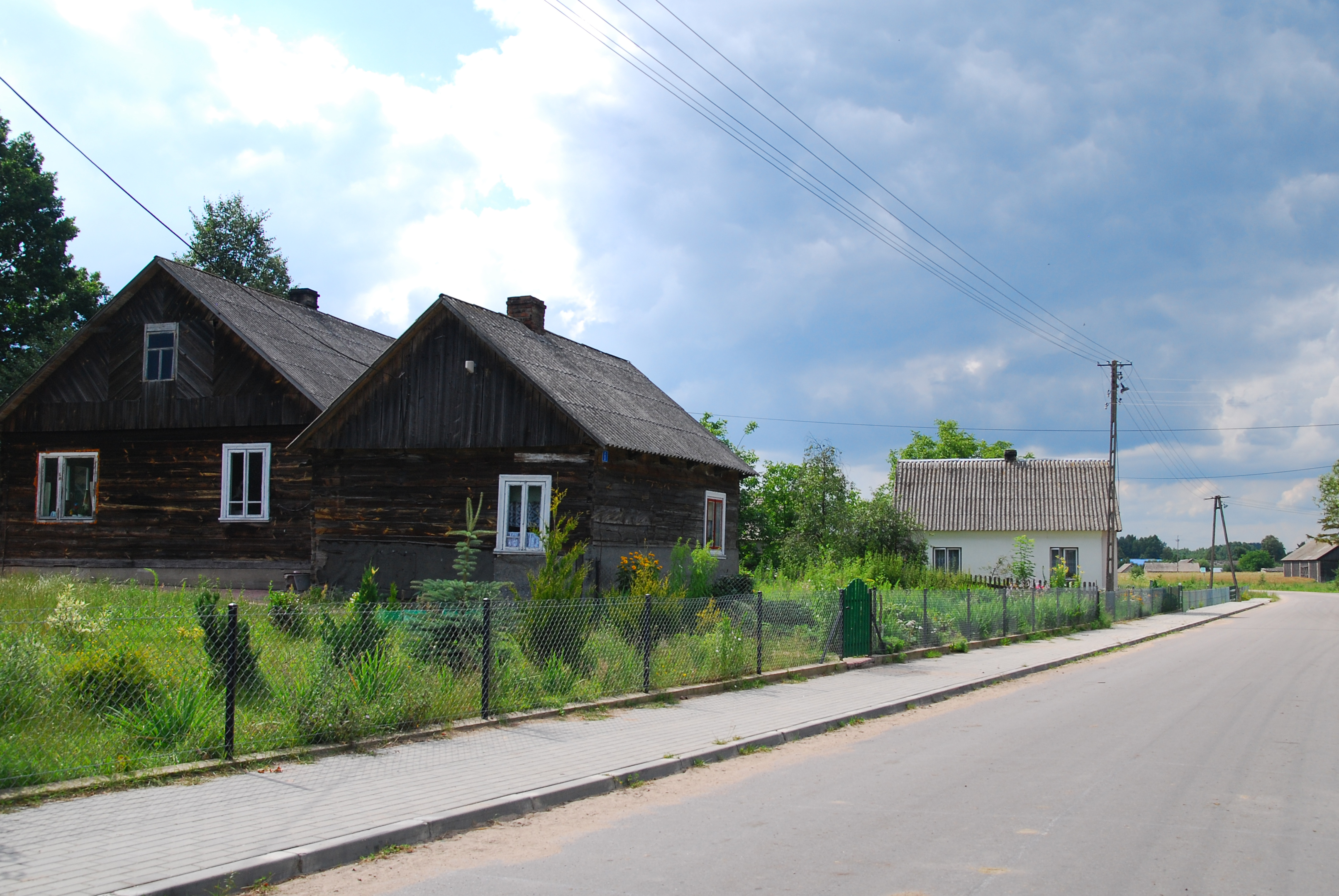
Chaty w Choroszczewie